# Col du Haut Jacques
Le Haut Jacques désigne le col qui permet de franchir par la route nationale 420 un petit chaînon de la chaîne des Vosges entre Saint-Dié et Brouvelieures, près de Bruyères. Par une mutation rapide explicable par la route récente, l'appellation désigne aujourd'hui ce massif allongé.

## Le massif de La Madeleine, des bois de Mortagne et du Haut Jacques
Le tracé de la route départementale au XIXe siècle et son amélioration en route nationale au XXe siècle, la constitution consécutive d'un arboretum touristique au col, ont rendu en partie localement caduques les dénominations anciennes pour l'automobiliste pressé. Le Haut Jacques n'était qu'un col à la rencontre de rudes chemins saint Jacques, parcourant au XIe siècle les forêts ombragées avoisinantes. Le toponyme, autrefois très localisé et quasiment oublié, tend à définir une part du centre du massif.
Toutefois, des générations de forestiers et d'habitants ont connu cette montagne sous le nom d'Agne, puis au XIIe siècle sous les vocables de « bois de Mortagne » et de « la Madeleine ». La communauté de Mortagne est fondée au XVIe siècle. La dernière appellation plus ancienne de la Madeleine,  se maintient au nord-est du col, elle est emprunte d'histoires et de légendes évocatrices de réprouvés et de lépreux.
Ce massif dont les couches géologiques permiennes et triasiques forment des plans légèrement inclinés vers le nord s'étend sur les territoires de Saint-Michel-sur-Meurthe, Nompatelize, La Bourgonce, Autrey, Mortagne, Les Rouges-Eaux, Taintrux et de Saint-Dié. Plus on s'éloigne vers le sud, plus le conglomérat et les grès bigarrés des sommets comportent des inclusions caillouteuses larges.
Certains[Lesquels ?] géographes lui adjoignent la forêt domaniale de Champ, territoire qui se place dans une échancrure au sud. Ces vastes bois de Champ dont les plateaux s'élèvent au fur et à mesure vers le sud avant l'escarpement de la vallée du Neuné dépendent initialement du ban de l'église mère devenue Champ-le-Duc. Ils ont une autre histoire, même s'ils partagent quelques légendes.
La montagne culmine à 705 mètres au-dessus de  La Table Rouquine et se prolonge au nord par deux mamelons très reconnaissables, les Jumeaux. Les chemins de randonnée, très denses, donnent accès à de nombreuses roches de grès triasiques, autant intéressantes par leur forme érodée que par les points de vue qu'elles dispensent sur les vallées. La Chaise du Roi (539 m), la Roche du Bihay (586 m), la Roche du Saut du Cerf (624 m), la Roche Pierre Trois Jambes (637 m)… méritent le détour.

## Le col du Haut Jacques
Si Jacques provient du dialecte vosgien Jèque qui désigne le geai, puis d'une manière analogique l'oiseau chanteur ou l'Homme pèlerin, le Haut Jacques correspond simplement au (t)chemi saint Jèque ou chemin saint Jacques, autre nom de la voie lactée. Le toponyme du col confirme le passage des pèlerins pour Saint-Jacques-de-Compostelle, et par contre-coup, le franchissement d'une zone forestière occupée essentiellement par des réprouvés et des malades souffrants, ce qu'était la montagne de la Madeleine. 

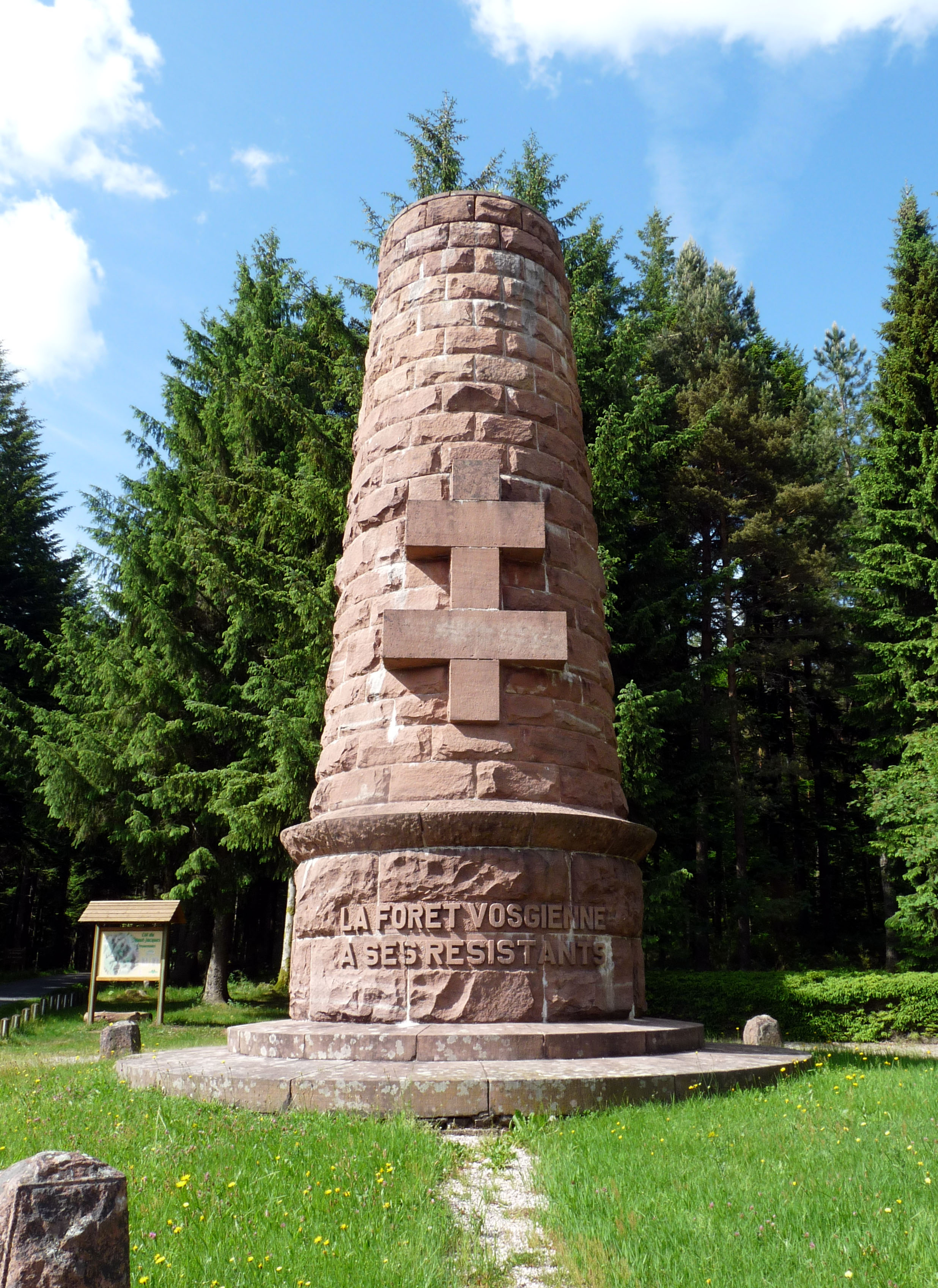
L'hommage à la Résistance.

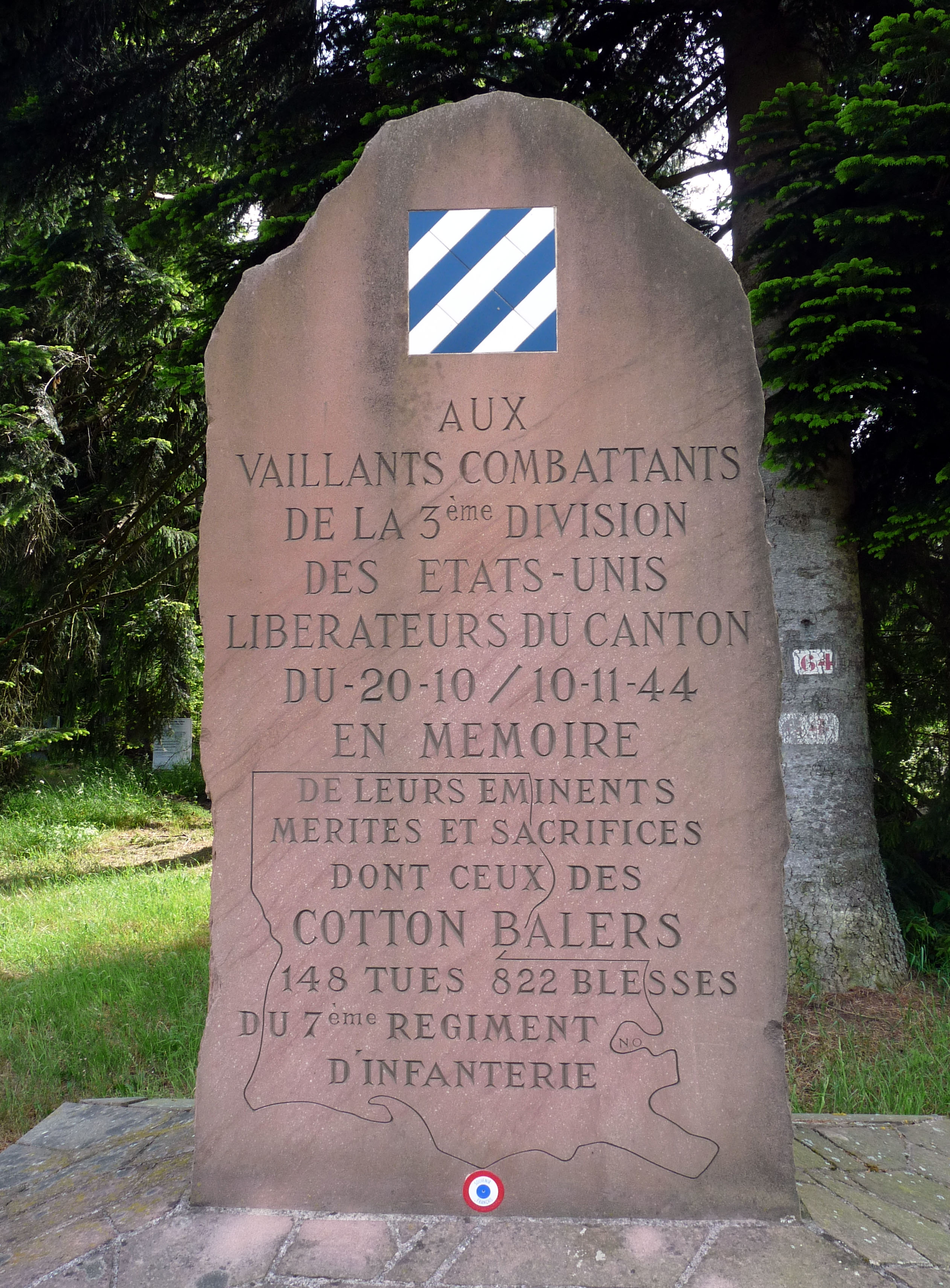
Stèle dédiée à la 3e Division des États-Unis.

Réprouvés par foi ou par expiation acceptée publiquement eux-aussi, les pèlerins porteurs de la coquille saint Jacques étaient censés emporter la souffrance, le péché des autres, ainsi que les âmes des morts malheureuses, vers les finistères d'occident et au-delà. C'est pourquoi les pèlerins religieux n'évitaient pas ces contrées de déshérités que les autres voyageurs ignoraient délibérément ou esquivaient par peur de la contagion.
Un sentier pavé de grès, ce qui illustre l'usage continu de ce col comme point de passage, montant du hameau de Rougiville dénommée localement « voie romaine ». Cette voie est devenue un sentier de randonnée pédestre balisé par le Club vosgien.
Le col était ainsi connu des pèlerins avant le XIIe siècle, et après le déclin de ces chemins, surtout et longtemps par les bûcherons des bois de Mortagne. En effet, la route avant la création des départements évite la vallée de Taintrux et tout franchissement direct de la montagne. Elle rejoint alors Champ et Bruyères par le sud, monte par Anozel et les hauts d'Anould. Après Biffontaine, elle emprunte la vallée du Neuné. Cette vieille route correspond grosso modo à la voie du chemin de fer réalisée avant 1880 entre Laveline-devant-Bruyères et Saint-Dié (ligne d'Arches à Saint-Dié).
On y trouve un monument à la gloire de la résistance vosgienne, un monument commémorant les combats menés à cet endroit par la 3e Division d'infanterie américaine en 1944 et un arboretum.
Monument de la RésistanceUne colonne en grès rose rehaussée d'une croix de Lorraine rend hommage à la Résistance avec cette formule : « La forêt vosgienne à ses résistants ». Le monument a été construit à l'aide des pierres de l'ancienne maison forestière du Haut-Jacques détruite pendant les combats. Un parchemin avec la liste de tous les noms des forestiers vosgiens morts pour la France a été inséré dans la maçonnerie du monument.
Stèle de la 3e DivisionÉgalement en grès rose, une stèle située de l'autre côté de la route, est dédiée aux « vaillants combattants de la 3e Division des États-Unis » qui libérèrent le canton entre le 20 octobre et le 10 novembre 1944, rappelant que le 7e régiment infanterie eut à subir les plus lourdes pertes : 148 tués, 822 blessés. Une autre plaque précise que le col lui-même fut libéré le 4 novembre 1944.
ArboretumLa plantation de sapins de Nordmann au lendemain de la Seconde Guerre mondiale était d'abord destinée à masquer les ravages du conflit ; à partir de 1962 des résineux exotiques américains (pin Weymouth, thuya géant...) viennent s'y ajouter ; en 1980 une collection de feuillus voit le jour de l'autre côté de la route ; en 2004 un parcours botanique pédestre est aménagé avec le concours de la Communauté de communes du Canton de Brouvelieures afin de permettre la découverte de la flore locale ou d'espèces plus exotiques.